# Gynoplistia princeps
Gynoplistia princeps là một loài ruồi trong họ Limoniidae. Chúng phân bố ở miền Australasia.